# Coltivazione itinerante
La coltivazione itinerante è una tecnica praticata dalle popolazioni che vivono ai bordi della foresta pluviale sempreverde. 
Si tratta di una tecnica tipica nell'agricoltura familiare di sussistenza. 
All'inizio della stagione secca avviene l'abbattimento di piccole parcelle della foresta secondaria attraverso i limitati mezzi delle popolazioni locali. Le ramaglie vengono incendiate, le ceneri che si formano hanno un alto potere fertilizzante.
Poco prima dell'inizio della stagione piovosa vengono seminate diverse colture in consociazione. Molto spesso si tratta di specie amilacee da tubero (manioca, igname, taro, tannia), ma anche banano plantain, mais, arachide. La raccolta di queste specie varia a seconda del ciclo (dai 2-3 mesi fino a più di 24 mesi per le specie a ciclo lungo).
Vengono quindi ripetuti più cicli delle specie a ciclo breve all'interno di queste parcelle, il tutto caratterizzato da una "confusione" d'impianto: la consociazione non viene realizzata in maniera razionale come nell'agricoltura tradizionale, bensì in maniera disordinata. Ciò permette di limitare gli interventi per l'eliminazione delle erbe spontanee, di far sì che le varie specie possano esplorare il terreno e lo strato aereo secondo le proprie esigenze e di limitare gli attacchi parassitari.
Nel giro di pochi anni la fertilità decade quindi le parcelle vengono abbandonate per spostarsi in aree vicine non ancora disboscate. La foresta secondaria avrà una rapida ricrescita dalle ceppaie rimaste nel terreno.
Questo continuo abbattimento della foresta e la sua conseguente ricrescita è in perfetto equilibrio e quindi non viene arrecato un danno all'ecosistema foresta.